# Wilfried Kindermann
Paul Wilfried Kindermann (* 4. September 1940 in Halle (Saale)) ist ein deutscher Sportmediziner und ehemaliger Leichtathlet.

## Sportlerlaufbahn
Wilfried Kindermann startete für den Sportverein USC Heidelberg. Er ist 1,87 m groß und wog in seiner aktiven Zeit 71 kg. Für die Bundesrepublik startend, gewann er bei den Europameisterschaften 1962 die Goldmedaille mit der deutschen 4-mal-400-Meter-Staffel (3:05,8 min, Johannes Schmitt, Wilfried Kindermann, Hans-Joachim Reske, Manfred Kinder).

## Berufliche Laufbahn
Kindermann hat Medizin studiert und war bis zu seiner Emeritierung am 30. September 2008 als Sportmediziner Institutsleiter an der Universität des Saarlandes in Saarbrücken tätig.
Von 2000 bis 2008 war er leitender Arzt der deutschen Mannschaft bei den Olympischen Spielen und betreute Sportler bei insgesamt acht Olympischen Spielen. Zwischen 1990 und 2000 war Kindermann Internist der deutschen Fußballnationalmannschaft und von 1989 bis 1996 leitender Arzt des Deutschen Leichtathletik-Verbandes.
Bei der Fußball-Weltmeisterschaft 2006 war er leitender Arzt, bis 2010 stand er der Medizinischen Expertenkommission des Deutschen Olympischen Sportbundes (DOSB) als Vorsitzender vor. Von 2002 bis 2011 gehörte Kindermann der Medizinischen Kommission des Europäischen Fußballverbandes (UEFA) an, bis 2012 war er im Aufsichtsrat der Nationalen Anti-Doping Agentur Deutschland (NADA) vertreten sowie bis 2016 im NADA-Ausschuss Doping-Kontroll-System. Beim Deutschen Fußball-Bund (DFB) arbeitete Kindermann in der Sportmedizinischen Kommission sowie in der Arbeitsgruppe Wissenschaft und der Anti-Doping-Kommission mit. Beim Deutschen Leichtathletik-Verband gehörte er ebenfalls zur Anti-Doping-Kommission.
Wilfried Kindermann wurde 2000 mit dem Saarländischen Verdienstorden ausgezeichnet.

## Kritik
Kindermann war an der umstrittenen Studie „Testosteron und Regeneration“ (1985 bis 1993) beteiligt und erklärte seine Beteiligung an der Forschung später wie folgt: „Ich habe mich mit meinem Institut an diesem Projekt beteiligt, da ich überzeugt war, dazu beitragen zu können, die bisherigen Behauptungen zu widerlegen und damit das Hineindriften von Testosteron in die Ausdauersportarten zumindest zu bremsen.“
Seiner Einschätzung, dass man „keinen Effekt“ auf Ausdauer und Regeneration der Probanden habe feststellen können, wurde in einer Studie aus dem Jahr 2013 widersprochen. Eine Erklärung deutscher Sportmediziner, in der „das Festhalten am Einsatz anaboler Steroide unter ärztlicher Kontrolle über die Verbotszeitpunkte hinaus bis in die 1980er Jahre auch von herausragenden Exponenten der Sportmedizin“ sowie „die Durchführung von Studien über Wirkungen und Nebenwirkungen von anabolen Steroiden an aktiven Wettkampfsportlern und die Verharmlosung der Nebenwirkungen als gering und vorübergehend“ als „nicht zu rechtfertigen“ eingeschätzt wurden, unterschrieb Kindermann nicht.
Bezugnehmend auf die Erklärung, schrieb Kindermann in seinem 2011 in der Deutschen Zeitschrift für Sportmedizin erschienenen Beitrag „Die Verantwortung der Sportmedizin im Leistungssport“: „Die Stellungnahme der Hochschullehrer betont, dass eine qualifizierte medizinische Betreuung im Wettkampfsport zu den Aufgaben der universitären Sportmedizin gehört. Dem schließe ich mich uneingeschränkt an. Zweifellos hat dabei die Gesundheit oberste Priorität. Darüber hinaus können Athletinnen und Athleten erwarten, sportmedizinisch so betreut zu werden, dass sie im Wettkampf jene Leistung erreichen, zu der sie aufgrund ihres Talents und ihres Trainings befähigt sind.“ Weiter erläuterte er die Problematik aus seiner Sicht: „Die 1970er Jahre waren geprägt durch eine wissenschaftliche Diskussion über Wirkungen und Nebenwirkungen der anabolen Steroide bei gesunden Sportlern. Die Wirkungen wurden von einigen Wissenschaftlern infrage gestellt. Auf einem Symposium der Max-Planck-Gesellschaft 1977 bestritten führende Endokrinologen und Grundlagenforscher einen leistungssteigernden Effekt und sprachen von einem Scheinproblem. Sie schlugen breit angelegte Untersuchungen vor, bei denen Sportler mit und ohne Anabolika über längere Zeit medizinisch beobachtet werden sollten. Bereits in den 1960er Jahren waren Nebenwirkungen der Anabolika bekannt, aber diese Studien waren Tierexperimente oder beinhalteten Befunde, die an Patienten erhoben worden waren.“
Gegenüber Spiegel Online äußerte Kindermann, der in den 1970er Jahren gemeinsam mit Joseph Keul Anabolika-Studien betrieb und Ende der 1980er Jahre wissenschaftliche Arbeiten zum Thema Testosteron erstellte, im Jahr 2007: „Ich habe nie Pro-Doping-Forschung betrieben, wir wussten in den siebziger Jahren aber auch nicht das, was wir heute über Anabolika und die Nebenwirkungen wissen“. Er sei als Keuls Assistent an der Auswertung beteiligt gewesen, so Kindermann, der gegenüber Spiegel Online beklagte: „Seitdem werde ich in Sippenhaft mit ihm (Keul)“ genommen.